# Prefettura di Miyagi
Miyagi (宮城県?, Miyagi-ken) è una prefettura giapponese con circa 2,4 milioni di abitanti, si trova nella regione di Tōhoku, sull'isola Honshū. Il suo capoluogo è Sendai.
Confina con le prefetture di Akita, Fukushima, Iwate, e Yamagata.

## Storia
La prefettura di Miyagi era parte della provincia di Mutsu; questa, situata nella parte settentrionale dell'isola di Honshū, fu una delle ultime province costituite, essendo formata da porzioni di territorio gradualmente sottratte agli indigeni Emishi, e ben presto divenne la più vasta. L'antica capitale si trovava nella odierna prefettura di Miyagi.
Nel terzo mese del secondo anno dell'era Wadō (709) ci fu una rivolta contro le autorità governative nella provincia di Mutsu e nella vicina provincia di Echigo, e fu necessario l'invio di truppe per sedarla.
Nel 712, i territori della provincia di Mutsu furono separati dalla provincia di Dewa. Il Daijō-kan dell'imperatrice Genmei continuò ad operare altre modifiche territoriali nel periodo Nara come negli anni seguenti nei quali la provincia di Mimasaka fu separata dalla provincia di Bizen, la provincia di Hyūga fu separata da quella di Osumi e la provincia di Tamba da quella di Tango.
Durante l'epoca Sengoku vari clan dettarono legge in parti differenti della provincia. Il Clan Uesugi possedette un castello nella città di Wakamatsu nel sud, il Clan Nanbu a Morioka nel nord, mentre Date Masamune, stretto alleato del Clan Tokugawa, si stabilì a Sendai, il più grande insediamento della Regione di Tōhoku.
Nel periodo Meiji furono create quattro nuove province dal territorio di Mutsu: Rikuchū, Rikuzen, Iwaki e Iwashiro.
L'area che oggi è la prefettura di Aomori continuò a fare parte di Mutsu fino all'abolizione del sistema han con la conseguente trasformazione generale verso le odierne strutture prefetturali.
Date Masamune costruì un castello a Sendai quando ottenne il potere su Mutsu. Nel 1871 si formò la prefettura di Sendai, rinominata prefettura di Miyagi nel 1872.

### Terremoto e maremoto del Tōhoku del 2011
L'11 marzo 2011 la prefettura di Miyagi è stata colpita da un forte terremoto di magnitudo 9.0 e dal successivo tsunami le cui onde hanno causato numerosi morti e gravi danni sulla costa principalmente nella città di Sendai.

## Geografia fisica
La prefettura di Miyagi si trova nella parte centrale della regione di Tōhoku, che si affaccia sull'Oceano Pacifico e contiene la più grande città di Tōhoku, Sendai. È circondata da montagne ad occidente e lungo la costa a nordest, ma contiene una ampia zona pianeggiante centrale.
Matsushima è conosciuta come uno dei tre scenari più pittoreschi del Giappone, con una baia in cui spiccano 260 isolotti ricoperti di pini.
La penisola di Oshika si proietta nel mare dalla costa settentrionale della prefettura.
Alla data del 31 marzo 2008, il 23% del territorio della prefettura è designato come parco naturale; ne sono esempio il Parco Nazionale Rikuchu Kaigan, i parchi quasi nazionali di Kurikoma, Minami-Sanriku Kinkazan, e Zaō, ed i parchi naturali prefetturali di Abukuma Keikoku, Asahiyama, Funagata Renpō, Futakuchi Kyōkoku, Kenjōsan Mangokuura, Kesennuma, Matsushima e Zaō Kōgen.

### Città
Tredici città fanno parte della prefettura di Miyagi:
| - Higashimatsushima - Ishinomaki - Iwanuma - Kakuda - Kesennuma - Kurihara - Natori | - Ōsaki - Sendai (capitale) - Shiogama - Shiroishi - Tagajō - Tome - Tomiya |

### Paesi e villaggi
Questa è una lista dei paesi e villaggi divisi per distretto:
| - Distretto di Igu Marumori - Distretto di Kami Kami Shikama - Distretto di Katta Shichikashuku Zaō - Distretto di Kurokawa Ōhira Ōsato Taiwa | - Distretto di Miyagi Matsushima Rifu Shichigahama - Distretto di Motoyoshi Minamisanriku - Distretto di Oshika Onagawa - Distretto di Shibata Kawasaki Murata Ōgawara Shibata | - Distretto di Tōda Misato Wakuya - Distretto di Watari Watari Yamamoto |

## Economia
Sebbene a Miyagi sia la pesca che l'agricoltura siano ben sviluppate, fornendo un discreto quantitativo di riso e bestiame, l'economia è trainata dalle industrie manifatturiere che sorgono nei dintorni di Sendai, in particolare di elettronica, apparecchiature e lavorazione di alimenti.
Secondo dati di Marzo 2011, la prefettura produceva il 4.7% del riso giapponese, il 23% di ostriche, ed il 15.9% di lucci.
Nel Luglio del 2011, il governo giapponese ha deciso di bandire tutti i carichi di carne bovina provenienti dal nordest della prefettura di Miyagi, per fronteggiare la paura del rischio di contaminazione radioattiva, decisione in seguito revocata.

## Infrastrutture e trasporti

### Treni
- JR East
  - Tōhoku Shinkansen
  - Linea Tohoku
  - Linea Jōban
  - Linea Senseki
  - Linea Senzan
  - Linea Ishinomaki
  - Linea Rikuu East
  - Linea Ōfunato
- Metropolitana di Sendai
  - Linea Nanboku
- Abukuma Express Railway
- Sendai Airport Railway

### Strade

#### Autostrade e strade a pedaggio
- Autostrada Tohoku
- Autostrada Yamagata
- Autostrada Sanriku
- Sendai, Strada Est
- Sendai, Strada Nord
- Sendai, Strada Sud

#### Strade nazionali
- Strada 4 (Nihonbashi – Kasukabe – Utsunomiya – Kōriyama – Sendai – Furukawa – Ichinoseki – Morioka – Towada – Aomori)
- Strada 6 (Nihonbashi – Mito – Iwaki – Sōma – Sendai)
- Strada 45 (Sendai – Ishinomaki – Ōfunato – Kamaishi – Kuji – Hachinohe – Towada)
- Strada 47 (Furukawa – Narugo – Shinjyo – Sakata)
- Strada 48 (Sendai – Yamagata)
- Strada 108
- Strada 113
- Strada 286
- Strada 342
- Strada 346
- Strada 347
- Strada 349
- Strada 398
- Strada 399
- Strada 456
- Strada 457

### Porti
- Porto di Sendai – Traghetti per Tomakomai e Nagoya, porto smistamento merci.
- Porto di Ishinomaki – Traghetti per l'isola di Kinkasan, e l'isola di Tashiro.
- Baia di Matsushima

### Aeroporti
- Aeroporto di Sendai

## Sport
Le squadre elencate di seguito hanno la propria sede nella prefettura di Miyagi.
- Calcio
  - Vegalta Sendai   (Yurtec Stadium, Sendai)
  - Sony Sendai F.C.  (Tagajō)
- Baseball
  - Tohoku Rakuten Golden Eagles  (Miyagi Baseball Stadium, Sendai)
- Basket
  - Sendai 89ERS  (Sendai Gymnasium, Sendai)

I seguenti atleti sono stati capaci di vincere medaglie olimpiche:
- Yuzuru Hanyū, due ori (2014 e 2018) nel pattinaggio di figura
- Shizuka Arakawa, un oro (2006) nel pattinaggio di figura
- Ai Fukuhara, un argento (2012) e un bronzo (2016) di squadra nel tennistavolo
- Tomokazu Harimoto, un bronzo di squadra (2021) nel tennistavolo
- Kiyoko Ono, un bronzo di squadra (1964) nella ginnastica artistica

## Attrazioni
Sendai fu la roccaforte del daimyō Date Masamune. I resti del Castello di Aoba sono visibili su una collina fuori della città.
La prefettura di Miyagi può vantare uno dei tre scenari più pittoreschi del Giappone: a Matsushima gli isolotti ricoperti di pini, punteggiano le acque della baia creando uno scenario spettacolare.
Altri luoghi di interesse sono:
- Il Castello di Aoba
- Ichibanchō
- Le terme di Akiu
- Iwai Point
- L'isoletta di Kinkasan
- La baia di Matsushima

- Le terme di Naruko
- La costa di Rikuchu
- Il lago vulcanico di Okama
- Il Giardino Botanico di Zao
- Le terme di Zao

## Nella cultura di massa
Nella Prefettura di Miyagi è ambientato l'anime Haikyuu!